# Roca Williams
Roca Williams (englisch) ist eine in den Archipel der Südlichen Shetlandinseln verortete Phantominsel. Der Klippenfelsen liegt vermeintlich 22 km südsüdwestlich des Kap James, des südlichen Ausläufers von Smith Island.
Chilenische Wissenschaftler benannten den Felsen nach dem britischen Robbenfänger Williams unter Kapitän William Smith (1790–1847), der mit dem Schiff 1819 die Südlichen Shetlandinseln entdeckt hatte.